# Aprostocetus dauci
Aprostocetus dauci är en stekelart som beskrevs av Graham 1987. Aprostocetus dauci ingår i släktet Aprostocetus och familjen finglanssteklar. Inga underarter finns listade i Catalogue of Life.